# Universidad La Salle Laguna
Die Universidad La Salle Laguna ist eine katholische Privatuniversität in Gómez Palacio, Durango, Mexiko, die seit 1974 Sekundar- und Hochschulbildung
anbietet.

## Geschichte
Die erste private Universität in der Region wurde 1974 unter dem Namen Instituto Superior de Ciencia y Tecnología, Asociación Civil (ISCYTAC) gegründet. 1993 schloss sie sich der lasallianischen Gemeinschaft unter dem Namen ISCYTAC - LA SALLE an, der 2001 in Universidad La Salle Laguna geändert wurde. Sie versteht sich somit in der Tradition der lasallianischen Schulen stehend, die sich auf Johannes Baptist de La Salle und die von ihm gegründete Gemeinschaft der Brüder der christlichen Schulen berufen. In Mexiko gibt es 15 lasallianische Universitäten in 15 Bundesstaaten.

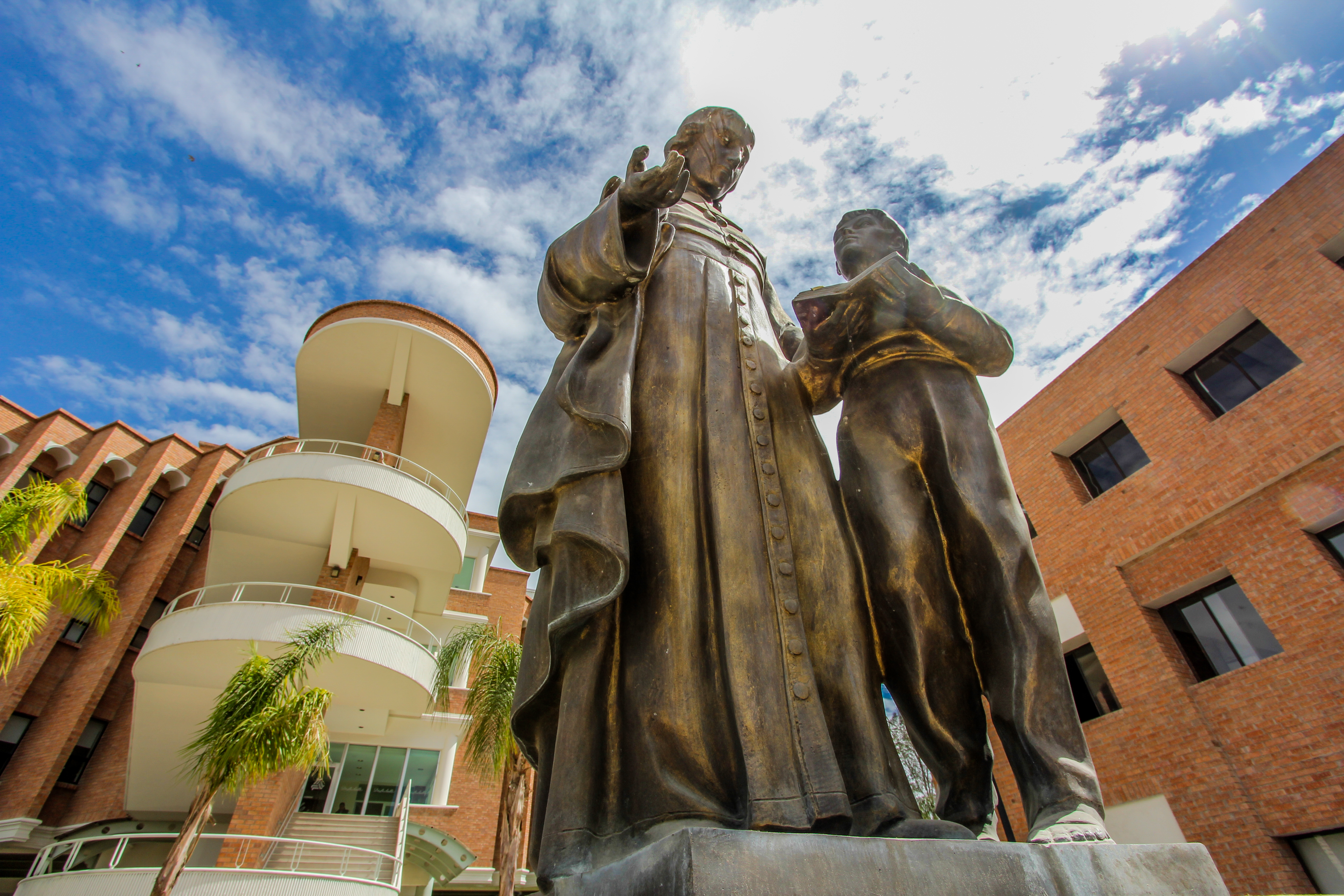

Die Universidad La Salle Laguna versteht sich laut Leitbild als christlich geprägte Universität. Die zu vermittelnden Werte werden zusammengefasst unter den Stichworten „Glaube, Brüderlichkeit, Dienst“.

## Rektoren
- 1974–1981: Lic. Héctor Cepeda Guerra
- 1981–1987: Lic. Ramón Ma. Nava González
- 1987–1996: Ing. Augusto Harry De la Peña
- 1996–2005: M.C. Manuel de Jesús Padilla Muñoz FSC
- 2005–2011: Dr. Felipe Pérez Gavilán Torres FSC
- 2011–2022: Lic. Luis Arturo Dávila de León FSC
- seit 2022: C.P. Juan Roberto López González FSC

## Innovationspark

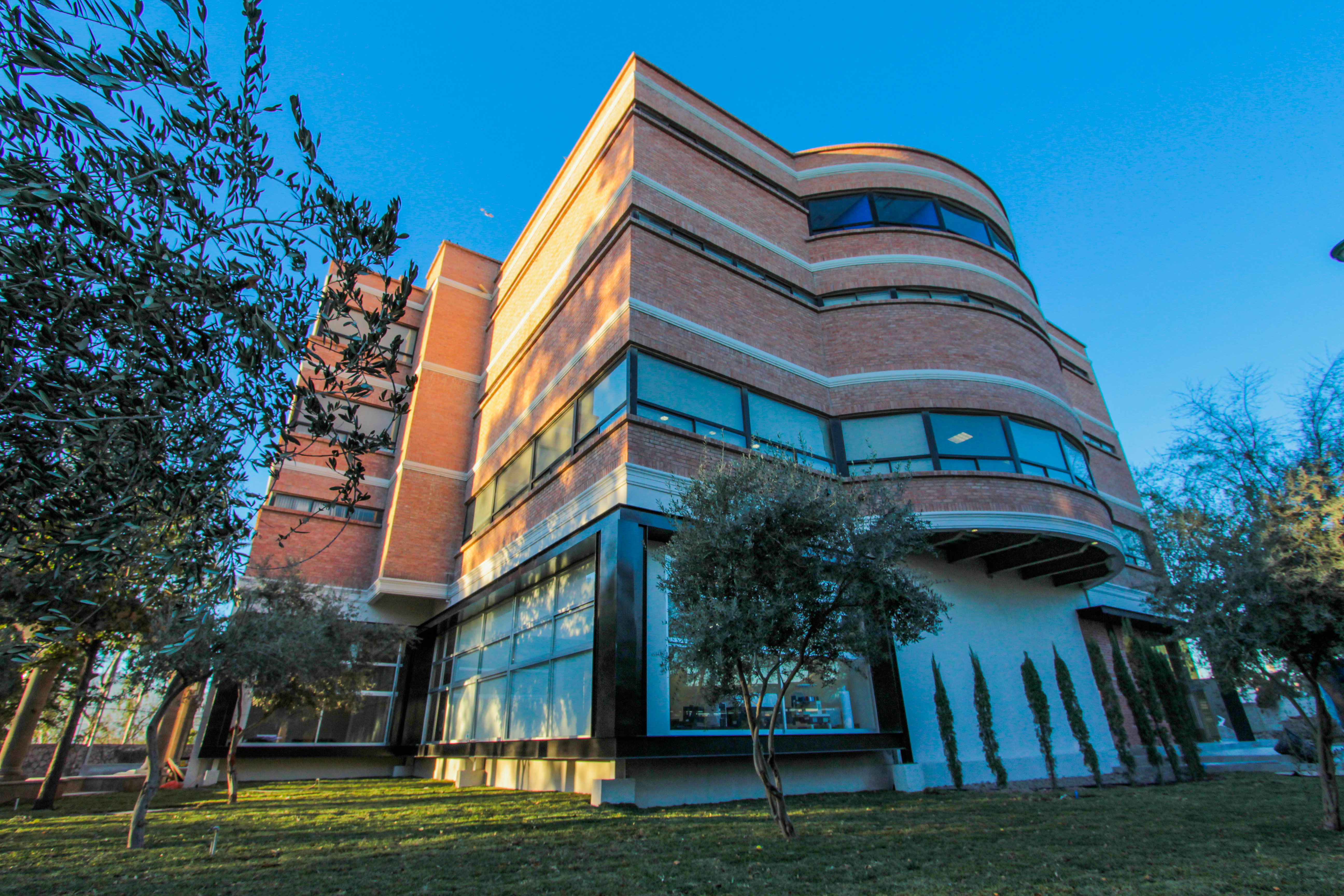

2017 wurde der Innovationspark als Erweiterung der Universität La Salle Laguna eingeweiht, mit dem Ziel, Aufrufe für soziale und innovative Projekte zu erarbeiten.
Er verfügt über ein Büro für grafische Dienstleistungen und Prototypen, einen Raum für 3D-Druck, ein Observatorium für digitale Trends, eine Zone für unternehmerische Projekte und eine Werkstatt für Hochtechnologie.
2017 wurde aufgrund des Erdbebens in Chiapas das Programm „YoDiseñoXMéxico“ durchgeführt, bei dem Möbel hergestellt und zusammengebaut wurden, um beim Wiederaufbau der vom Erdbeben betroffenen Häuser im Bundesstaat Oaxaca zu helfen. 50 Esszimmergarnituren und Stühle wurden angefertigt und über die Universidad de La Salle Oaxaca verschickt.
Während der Coronavirus-Pandemie 2020 in Mexiko wurden Masken für das medizinische Personal der Stadt Gómez Palacio hergestellt.

## Bildungsangebot
Die Universidad La Salle Laguna bietet Bachelor- und Masterstudiengänge an.